# Germán Vargas Lleras
Germán Vargas Lleras, né le 19 février 1962 à Bogota, est un homme d'État colombien. Il a été vice-président de la République de 2014 à 2017.

## Biographie

### Famille et études
Germán Vargas Lleras est né en 1962 au sein d'une famille influente : il est le petit-fils du président Carlos Lleras Restrepo, le neveu du député et ambassadeur à Washington Carlos Lleras de La Fuente et le frère du candidat à la mairie de Bogotá Enrique Vargas Lleras.
Il poursuit des études de droit à l'Université du Rosaire (Bogota) et à l'Université complutense de Madrid.

### Carrière politique
Germán Vargas Lleras commence sa carrière politique dans les années 1980 avec le Parti libéral, dont il est le secrétaire général en 1990. Conseiller municipal de Bogota jusqu'en 1998, il est élu cette année-là sénateur. Il devient l'une des voix les plus critiques des négociations entre le gouvernement d'Andrés Pastrana Arango et la guérilla des FARC.
Il quitte le Parti libéral pour se rapprocher d'Álvaro Uribe, également partisan d'une solution militaire face aux rebelles, qu'il soutient à l'élection présidentielle de 2002. Il rejoint le parti Changement radical en 2003 et en devient le président l'année suivante. Après avoir soutenu Uribe à la présidentielle de 2006, il se présente à la présidentielle de 2010 et obtient 10 % des voix.
En 2010, il entre au gouvernement de Juan Manuel Santos comme ministre de l'Intérieur, puis comme ministre du Logement à partir de 2012.
Il accompagne Juan Manuel Santos comme candidat à la vice-présidence de la Colombie lors de l'élection présidentielle de 2014. Ils sont élus au second tour avec 51 % des suffrages.
Le 15 mars 2017, il annonce sa démission de ses fonctions de vice-président qui devient effective le 21 mars, ce qui lui permettra s'il le souhaite de se présenter à l'élection présidentielle colombienne de 2018. Il se présente effectivement pour l'élection présidentielle du 27 mai 2018 en Colombie, représentant la continuité de la présidence de Juan Manuel Santos et opposé essentiellement à Iván Duque, d'une droite plus radicale et partisan d'Álvaro Uribe, et à Gustavo Petro (gauche, ancien guérillero et ancien maire de Bogota). Il est éliminé au premier tour avec 7,28 % des voix.